# Europa (raketa)
Europa byla nosná raketa, vyvíjená ve spolupráci několika západoevropských zemí. Vývoj probíhal pod záštitou multinárodního konsorcia European Launcher Development Organisation (ELDO). O vývoji rakety bylo rozhodnuto na konferenci konané na začátku roku 1961 ve Strasbourgu, kde se sešlo dvanáct evropských zemí k projednání britsko-francouzského návrhu na společný vývoj nového kosmického nosiče. Jedinou neevropskou zemí byla Austrálie, která byla přizvána výměnou za povolení využít její základnu Woomera Missile Range.
Základem rakety, jejím prvním stupněm, měla být britská raketa Blue Streak. Tato raketa byla vyvíjena od roku 1955 a měla sloužit jako balistická raketa středního dosahu. Projekt byl roku 1960 zrušen, ale kvůli vývoji Europy byl opět obnoven. Blue Streak byl poháněn kapalným kyslíkem a speciálním druhem petroleje pro raketové motory, nazývaný RP-1. Druhý stupeň dodávala Francie. Poháněl jej asymetrický dimethylhydrazin tetraoxid dusíku N2O4 a byl osazen čtyřmi motory Vexin A, které poháněly také francouzskou raketu Diamant. Třetí stupeň, zvaný Astris dodávalo západní Německo. Jako palivo sloužila směs hydrazinu a monomethylhydrazinu, nazývaná Aerozin-50. Jako okysličovadlo byl použit N2O4, stejně jako na druhém stupni. Verze Europa II byla vybavena ještě třetím stupněm na tuhé pohonné látky, který byl dodáván Francií. Na programu se účastnila i Itálie, která dodávala aerodynamický kryt, Belgie a Nizozemsko vyvíjely naváděcí systém.
Vývoj rakety byl naplánován na tří fází.
- První fáze – Suborbitální zkoušky prvního stupně, tedy samotné rakety Blue Streak s naváděcím systémem a telemetrií. Tato fáze testů probíhala na Woomera Missile Range a jednalo se o jediné úspěšné lety programu.
- Druhá fáze – Suborbitální lety s maketami vyšších stupňů. Makety měly být postupně nahrazovány funkčními stupni.
- Třetí fáze – Orbitální lety a vstup do aktivní služby. Do této fáze program nedospěl a byl zrušen.

Program se potýkal s vážnými problémy, které způsobila nespolehlivost druhého a třetího stupně. Poslední start se uskutečnil z Guyanského kosmického centra v roce 1971 a byl neúspěšný jako ostatní. Po tomto nezdaru od programu odstoupila Velká Británie a program byl zrušen. Francie se poté ujala vedoucí role v novém projektu evropské rakety Ariane. European Launcher Development Organisation byla v letech 1974–75 sloučena s European Space Research Organisation a vznikla tak Evropská vesmírná agentura.

## Tabulka letů
| Let | Datum              | Model       | Stupně | Náklad                | Místo startu | Výsledek                                         |
| --- | ------------------ | ----------- | ------ | --------------------- | ------------ | ------------------------------------------------ |
| 01  | 5. červen 1964     | Blue Streak | 1      | -                     | Woomera      | úspěch                                           |
| 02  | 20. října 1964     | Blue Streak | 1      | -                     | Woomera      | úspěch                                           |
| 03  | 22. března 1965    | Blue Streak | 1      | -                     | Woomera      | úspěch                                           |
| 04  | 24. května 1966    | Blue Streak | 1      | makety horních stupňů | Woomera      | úspěch                                           |
| 05  | 15. listopadu 1966 | Blue Streak | 1      | makety horních stupňů | Woomera      | úspěch                                           |
| 06  | 4. srpna 1967      | Coralie     | 2      | maketa třetího stupně | Woomera      | neúspěch, porucha druhého stupně                 |
| 07  | 5. prosince 1967   | Coralie     | 2      | maketa třetího stupně | Woomera      | neúspěch, porucha druhého stupně                 |
| 08  | 30. listopadu 1968 | Europa 1    | 3      | maketa třetího stupně | Woomera      | neúspěch, porucha třetího stupně                 |
| 09  | 31. července 1969  | Europa 1    | 3      | maketa družice        | Woomera      | neúspěch, porucha třetího stupně                 |
| 10  | 6. června 1970     | Europa 1    | 3      | maketa družice        | Woomera      | neúspěch, porucha separace aerodynamického krytu |
| 11  | 5. listopadu 1971  | Europa 2    | 4      | maketa družice        | Kourou       | neúspěch, porucha třetího stupně                 |